# Temple de la Littérature de Hung Yen
Pour les articles homonymes, voir Temple de la Littérature.
Le temple de la Littérature (en vietnamien : Văn miếu Xích Đằng), ou temple Rouge, est un temple confucéen situé à Hung Yen dans la province de Hưng Yên. Il a été classé comme monument historique en 1992.
Il a été fondé en XVIIe siècle et reconstruit sous le règne de Minh Mang en 1831. Le temple est fameux pour ses neuf tablettes en pierre en forme de stèle.
Outre sa fonction religieuse, le temple avait pour but de former les futurs mandarins.

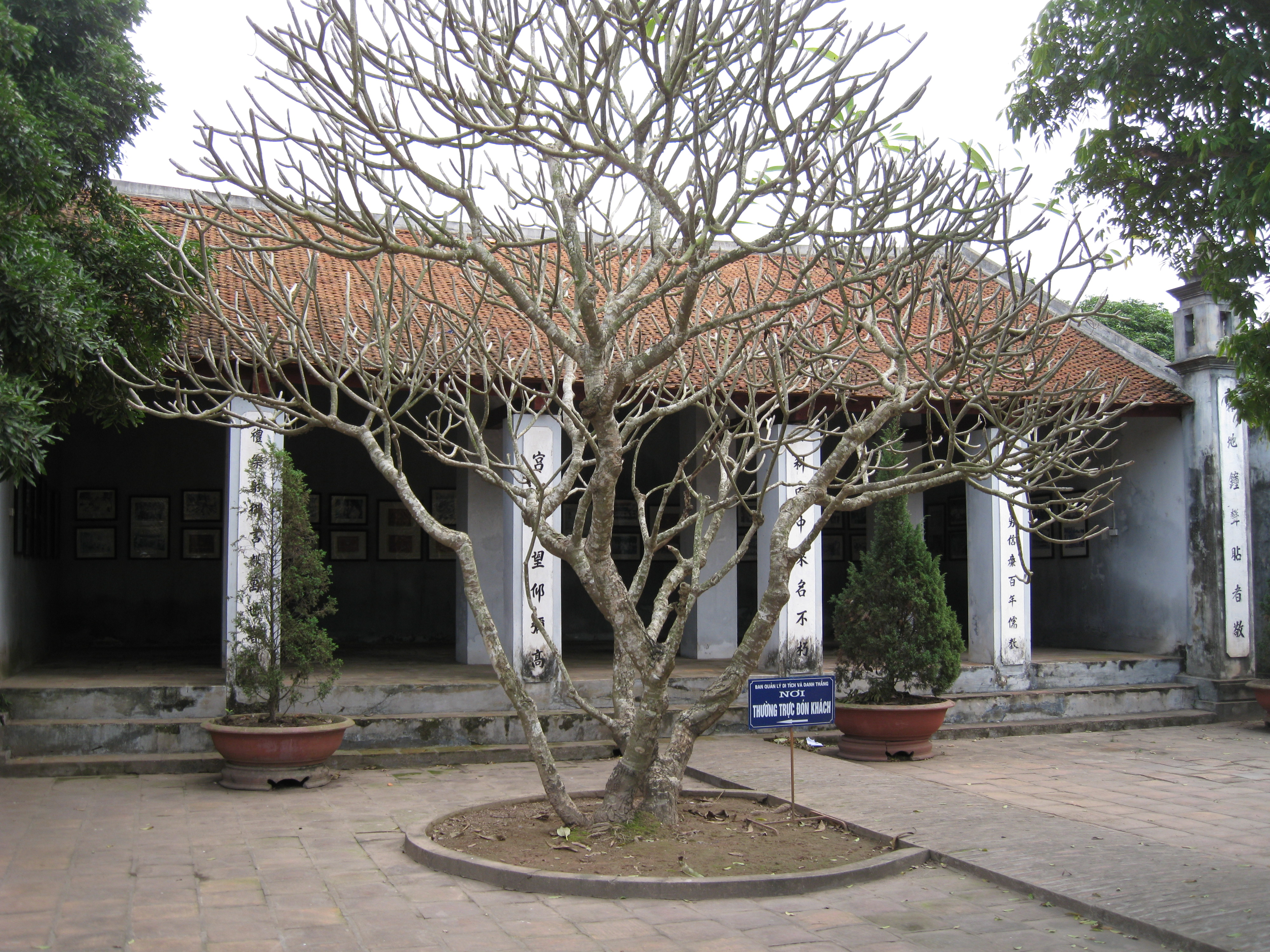
Une des cours intérieures.